# Grzegorz Kwiatkowski
Pour les articles homonymes, voir Kwiatkowski.
Grzegorz Kwiatkowski (né le 9 décembre 1979 à Będzin) est un coureur cycliste franco-polonais, qui roule sous licence française depuis 2016 ou 2017,.

## Biographie
Il n'a aucun lien de parenté avec Michał Kwiatkowski.

## Palmarès et résultats

### Palmarès par année
- 2003
  - 3e du championnat de Pologne sur route
- 2005
  - Grand Prix de Dourges
  - 2e du Grand Prix des Marbriers
- 2007
  - Grand Prix des Fêtes de Coux-et-Bigaroque
  - 2e du Trophée des Bastides
  - 2e du Grand Prix de Puy-l'Évêque
  - 2e du Trophée du Mont Pujols
  - 3e du Tour du Périgord
  - 3e de la Ronde du Sidobre
- 2008
  - Trophée du Mont Pujols
  - 2e du Grand Prix d'ouverture Pierre-Pinel
  - 2e du Tour du Lot-et-Garonne
  - 2e du Grand Prix de Lignac
  - 2e de la Ronde du Queyran
  - 3e du Tour du Canton de Saint-Ciers
  - 3e des Boucles de la Loire
  - 3e du Grand Prix des Fêtes de Cénac-et-Saint-Julien
- 2009
  - Prix des Vins Nouveaux
  - 3e du Tour du Canton de Châteaumeillant
- 2010
  - 2e du Trophée des Bastides
  - 2e de la Primevère Montoise
- 2011
  - Gran Premio Ayuntamiento de Camargo
  - Boucles du Tarn et du Sidobre
  - 2e du Trophée des Bastides
  - 2e de la Primevère Montoise
  - 3e du Grand Prix d'Albi
  - 3e du Tour du Piron
- 2012
  - 2e du Mémorial Jean-Philippe Azar
  - 3e du Grand Prix Concorde II
- 2013
  - 2e du Tour de Marie-Galante
- 2014
  - 3e de la Nocturne de Montauban
- 2015
  - 2e de La Felletinoise
  - 3e de la Ronde du Queyran
  - 3e du Tour d'Angola
- 2016
  - Classement général du Trophée de la Caraïbe
  - 5e étape du Tour de Marie-Galante
  - Grand Prix de la Préhistoire
- 2017
  - 2e du Grand Prix du 22 Mé
- 2018
  - 2e du Grand Prix Profilage
- 2019
  - Classement général du Tour du Sahel
  - 2e du Tour de Marie-Galante

### Classements mondiaux
| Année           | 2005 | 2006 | 2007   | 2008 | 2009 | 2010 | 2011 | 2012 | 2013 | 2014 | 2015 | 2016 | 2017 | 2018 | 2019 | 2020 | 2021   |
| --------------- | ---- | ---- | ------ | ---- | ---- | ---- | ---- | ---- | ---- | ---- | ---- | ---- | ---- | ---- | ---- | ---- | ------ |
| UCI Europe Tour | 370e | 968e | 1 272e | 903e |      |      |      |      |      |      |      |      |      |      |      |      | 1 134e |
| UCI Africa Tour |      |      |        |      |      |      |      |      |      |      |      | 204e | 197e | 213e |      |      |        |